# Michael Petersson (ryttare)
Michael Petersson född den 22 juni 1956 i Viby, Mantorp, Mjölby kommun är en svensk ryttare i fälttävlan. Han tävlar för Södertälje ridklubb. Han har vunnit Svenska mästerskapen i fälttävlan tre gånger, 1993, 1987 och 1986. Han deltog i Olympiska sommarspelen 1984 på hästen Up to date, ekipaget slutade på 36:e plats individuellt och på 8:e plats med laget. Han satt i Tävlingssektionen i Svenska Ridsportförbundet mellan 2001 och 2011, de två sista åren som sektionens ordförande.

## Placeringar
- 6:e Svenska mästerskapen i fälttävlan 1996 i Mellerud på Ulster Chieftain
- 2:e Svenska mästerskapen i fälttävlan 1994 i Duseborg och Mantorp, Linköping på Early Puritan
- 1:a Svenska mästerskapen i fälttävlan 1993 i Bollerup på AGRIAS King Edward
- 1:a Svenska mästerskapen i fälttävlan 1987 i Halmstad på Magnum Bonum
- 1:a Svenska mästerskapen i fälttävlan 1986 i Rancho på Magnum Bonum
- 36:e individuellt i Olympiska sommarspelen 1984 på Up to date
- 8:e Lagtävlingen i Olympiska sommarspelen 1984 på Up to date
- 2:a Svenska mästerskapen i fälttävlan 1982 i Falsterbo på King Edward
- 3:e Svenska mästerskapen i fälttävlan 1981 i Malmö på Sir Edward
- 2:e Svenska mästerskapen i fälttävlan 1975 i Mantorp på Woxien